# Groß-Zimmern
Groß-Zimmern è un comune tedesco di 14 687 abitanti,, situato nel Land dell'Assia.

## Amministrazione

### Gemellaggi
- Rignano sull'Arno, Italia (Aprile 2010)